# Atletica leggera agli XI Giochi panafricani - Mezza maratona maschile
La mezza maratona maschile agli XI Giochi panafricani si è svolta il 17 settembre 2015 a Brazzaville, nella Repubblica del Congo.

## Podio
| Oro     | Zersenay Tadese Eritrea |
| Argento | Luka Kanda Kenya        |
| Bronzo  | Hizkel Tewelde Eritrea  |

## Risultati
| Class   | Nome                  | Nazione        | Tempo   | Note                                     |
| ------- | --------------------- | -------------- | ------- | ---------------------------------------- |
| Oro     | Zersenay Tadese       | Eritrea        | 1:03:11 |                                          |
| Argento | Luka Kanda            | Kenya          | 1:03:27 |                                          |
| Bronzo  | Hizkel Tewelde        | Eritrea        | 1:03:39 |                                          |
| 4       | Samsom Gebreyohannes  | Eritrea        | 1:04:14 |                                          |
| 5       | Guye Adola            | Etiopia        | 1:04:22 |                                          |
| 6       | Azmeraw Mengistu      | Etiopia        | 1:05:18 |                                          |
| 7       | Fantahun Hunegnaw     | Etiopia        | 1:05:27 |                                          |
| 8       | James Rungaru         | Kenya          | 1:05:49 |                                          |
| 9       | Fabiano Joseph Naasi  | Tanzania       | 1:05:56 |                                          |
| 10      | Suttoali Khoarahlima  | Lesotho        | 1:06:18 |                                          |
| 11      | Dickson Marwa         | Tanzania       | 1:06:50 |                                          |
| 12      | Gsepo Mathibelle      | Lesotho        | 1:07:22 |                                          |
| 13      | Emmanuel Giniki       | Tanzania       | 1:07:49 |                                          |
| 14      | Eric Semba Meriadec   | Rep. del Congo | 1:08:22 |                                          |
| 15      | Marian Eesou          | Sudafrica      | 1:09:32 |                                          |
| 16      | Mande Ilunga          | RD del Congo   | 1:09:33 | Miglior prestazione personale stagionale |
| 17      | Namupala Reonard      | Namibia        | 1:10:58 |                                          |
| 18      | Steve Guelor Vedze    | Rep. del Congo | 1:13:07 |                                          |
| 19      | Severin N'dri Konan   | Costa d'Avorio | 1:16:07 | Miglior prestazione personale stagionale |
| dnf     | Rony Ampion           | Rep. del Congo | dnf     |                                          |
| dnf     | Nabara Oumarou Barmou | Niger          | dnf     |                                          |
| dnf     | Wissen Hosni          | Tunisia        | dnf     |                                          |